# Bubble (film)
Bubble is een Amerikaanse misdaadfilm uit 2005 onder regie van Steven Soderbergh.

## Verhaal
Tegen de achtergrond van een vervallende stad in het Midwesten wordt een moord het middelpunt van drie mensen die in een poppenfabriek werken.

## Rolverdeling
| Acteur              | Personage            |
| ------------------- | -------------------- |
| Debbie Doebereiner  | Martha               |
| Dustin James Ashley | Kyle                 |
| Misty Dawn Wilkins  | Rose                 |
| K. Smith            | Jake                 |
| Laurie L. Wee       | Kyle's moeder        |
| Decker Moody        | Detective Dan Taylor |

## Release en ontvangst
Bubble ging in première op het Filmfestival van Venetië. De film was een van de eerste films die op 27 januari 2006 gelijktijdig in bioscopen en online, op het kabeltv-netwerk HDNet Movies, werd uitgebracht. De film kreeg gemengde kritieken van de filmcritici, met een score van 72% op Rotten Tomatoes, gebaseerd op 105 beoordelingen.